# Az utolsó egyszarvú
Az utolsó egyszarvú (eredeti cím: The Last Unicorn) 1982-ben bemutatott amerikai animációs fantasyfilm, amelynek a rendezői és a producerei Arthur Rankin Jr. és Jules Bass, az írója Peter S. Beagle, a zeneszerzője Jimmy Webb. A mozifilm a Rankin/Bass Productions, a Topcraft és az ITC Entertainment gyártásában készült, a Jensen Farley Pictures forgalmazásában jelent meg.
Az Amerikai Egyesült Államokban 1982. november 19-én mutatták be. Magyarországon elsőként 1994. március 30-án adták ki VHS-en a Flamex gondozásában, majd 2006. szeptember 12-én DVD-n.

## Szereplők
| Szereplő             | Eredeti hang     | Magyar hang        |
| -------------------- | ---------------- | ------------------ |
| Egyszarvú / Amalthea | Mia Farrow       | Kisfalvi Krisztina |
| Schmendrick          | Alan Arkin       | Bolba Tamás        |
| Lir herceg           | Jeff Bridges     | Kautzky Armand     |
| Molly Grue           | Tammy Grimes     | Csere Ágnes        |
| Pillangó             | Robert Klein     | Gesztesi Károly    |
| Fortuna mama         | Angela Lansbury  | Pásztor Erzsi      |
| Haggard király       | Christopher Lee  | Kun Vilmos         |
| Cully kapitány       | Keenan Wynn      | Melis Gábor        |
| Koponya              | Rene Auberjonois | Kassai Károly      |
| Macska               | Don Messick      | Kocsis György      |